# Gouvernement Muzito II
Pour les articles homonymes, voir Gouvernement Muzito.
Troisième République
Muzito I Muzito III
Le gouvernement Muzito II est le gouvernement de la république démocratique du Congo du 19 février 2010 au 11 septembre 2011.

## Composition
Le gouvernement est composé de 3 vice-Premiers ministres, 33 ministres et 7 vice-ministres, comme suit:

### Premier ministre
| Image | Fonction         | Nom                   |
| ----- | ---------------- | --------------------- |
|       | Premier ministre | Adolphe Muzito (PALU) |

### Vice-Premiers ministres
| Image | Fonction                                 | Nom                                 |
| ----- | ---------------------------------------- | ----------------------------------- |
|       | Emploi, Travail et Prévoyance sociale    | Mobutu Nzanga                       |
|       | Intérieur et Sécurité                    | Adolphe Lumanu Mulenda Bwana N’sefu |
|       | Postes, Téléphones et Télécommunications | Simon Bulupiy Galati                |

### Ministres
| Image | Fonction                                                      | Nom                                     |
| ----- | ------------------------------------------------------------- | --------------------------------------- |
|       | Affaires étrangères                                           | Alexis Thambwe Mwamba                   |
|       | Affaires foncières                                            | Maj Kisimba Ngoy (UNAFEC)               |
|       | Affaires sociales, Action humanitaire et Solidarité nationale | Ferdinand Kambere Kalumbi               |
|       | Agriculture                                                   | Norbert Basengezi Katintima             |
|       | Budget                                                        | Jean-Baptiste Ntahwa Kuderwa Batumike   |
|       | Commerce, Petites et Moyennes Entreprises                     | Bernard Biando Sango                    |
|       | Communication et Médias                                       | Lambert Mende Omalanga                  |
|       | Coopération internationale et régionale                       | Raymond Tshibanda                       |
|       | Culture et Arts                                               | Jeannette Kavira Mapera                 |
|       | Décentralisation et Aménagement du Territoire                 | Antipas Mbusa Nyamwisi                  |
|       | Défense nationale et Anciens Combattants                      | Charles Mwando Nsimba                   |
|       | Développement rural                                           | Philippe Undji Yangya                   |
|       | Économie nationale                                            | Jean-Marie Bulambo Kilosho              |
|       | Énergie                                                       | Gilbert Tshiongo Tshibinkubula Wa Tumba |
|       | Enseignement primaire, secondaire et professionnel            | Maker Mwangu Famba                      |
|       | Enseignement supérieur et universitaire                       | Leonard Mashako Mamba                   |
|       | Environnement, Conservation de la nature et Tourisme          | José Endundo Bononge                    |
|       | Finances                                                      | Matata Ponyo Mapon                      |
|       | Fonction publique                                             | Dieudonné Upira Sunguma Kagimbi         |
|       | Genre, Femme et Enfant                                        | Marie-Ange Lukiana Mufwankolo           |
|       | Hydrocarbures                                                 | Celestin Mbuyu Kabango                  |
|       | Industrie                                                     | Anicet Kuzunda Mutangiji                |
|       | Infrastructures, Travaux publics et Reconstruction            | Fridolin Kasweshi Musoka                |
|       | Jeunesse et Sports                                            | Claude Nyamugabo Bazibuhe               |
|       | Justice et Droits humains                                     | Luzolo Bambi Lessa                      |
|       | Mines                                                         | Martin Kabwelulu Labilo                 |
|       | Plan                                                          | Olivier Kamitatu Etsu                   |
|       | Portefeuille                                                  | Jeannine Mabunda Lioko                  |
|       | Recherche scientifique                                        | Jean-Pierre Bokole Ompoka               |
|       | Relations avec le Parlement                                   | Richard Muyej Mangeze                   |
|       | Santé publique                                                | Victor Makwenge Kaput                   |
|       | Urbanisme et Habitat                                          | César Lubamba Ngimbi                    |

### Vice-ministres
| Image | Fonction                   | Nom                              |
| ----- | -------------------------- | -------------------------------- |
|       | Affaires étrangères        | Ignace Gata Mavita wa Lufuta     |
|       | Budget                     | André Shikayi Luboya Bankina     |
|       | Commerce                   | Xaverine Karomba Mitimituje      |
|       | Enseignement professionnel | Arthur Sedea Ngamo Zabusu        |
|       | Finances                   | Joas Mbitso Ngedza               |
|       | Intérieur                  | Georges Zuka Mon’do Ugonda-Lemba |
|       | Travaux publics            | Gervais Ntirumenyerwa Kimonyo    |